# Gedwongen volksverhuizingen in de Sovjet-Unie
De gedwongen volksverhuizingen in de Sovjet-Unie kunnen grofweg worden onderverdeeld in de volgende categorieën: deportatie van het "antisovjet"-deel van de bevolking, vaak "vijanden van het proletariaat" genoemd, deportatie van naties, arbeidskrachtverhuizingen en georganiseerde migraties in tegengestelde richtingen om etnisch gezuiverde gebieden te herbevolken. In de meeste gevallen bestond de bestemming uit onderbevolkte en afgelegen gebieden.

## Deportaties van bevolkingsdelen
De koelakken waren het bevolkingsdeel dat het meest gedeporteerd is. Hervestiging van personen die officieel als koelak bestempeld werden, ging door tot begin 1950, in verschillende golven.
Sommige etnische deportaties, bijvoorbeeld die van de Polen na 1939 uit geannexeerde gebieden in het huidige Wit-Rusland en West-Oekraïne (toentertijd Oost-Polen), werden ook gerechtvaardigd met politieke en sociale redenen. De deportatie van de Wolga-Duitsers in 1941 vertoont enige gelijkenis met de internering van Japanners in de Verenigde Staten en Canada in dezelfde periode.
Een aantal religies, met name de Jehova's getuigen, werden als antisovjet bestempeld, en hun aanhangers werden gedeporteerd.

## Verplaatsen van etniciteiten
De volledige verwijdering van potentieel onrust veroorzakende etnische groepen was een methode die Jozef Stalin veelvuldig toepaste tijdens zijn bewind. De volgende etniciteiten werden in hun geheel gedeporteerd: Koreanen (1937), Wolga-Duitsers (1941), Balkaren, Karatsjajers, Tsjetsjenen, Ingoesjen (1944), Kalmukken (1944), Meschetische Turken (1944), Krim-Tataren (18 mei 1944). Vrouwen die tot een van deze etniciteiten toebehoorden, maar met mannen van een andere (niet-gedeporteerde) etniciteit waren getrouwd, mochten in hun woongebied blijven. Omgekeerd moesten vrouwen van andere etniciteiten die met mannen van gedeporteerde etniciteiten waren getrouwd ofwel scheiden ofwel met hun man meereizen. Een Duitse vrouw die met een Rus was getrouwd mocht dus blijven, maar een Russische vrouw van een Duitser moest worden gedeporteerd.
Grote aantallen koelakken, ongeacht hun nationaliteit, werden verplaatst naar Siberië en Centraal-Azië. De meeste koelakken waren Russen, gevolgd door Oekraïners.
Daarnaast werd een minderheid van de volgende etniciteiten gedeporteerd: Polen (1934), Oekraïners, Litouwers, Letten, Esten (1940-1941 en 1945-1949). Meer dan 90% van mensen van deze afkomst bleven echter in hun woongebied leven, behalve de Polen. Joden werden nooit officieel gedeporteerd, maar werden wel onder druk gezet om "vrijwillig" naar de Joodse Autonome Oblast te emigreren, de meeste Sovjet-Joden slaagden er echter in aan deze gedwongen verhuizing te ontsnappen. 
Kort voor, tijdens en direct na de Tweede Wereldoorlog, liet Stalin een serie deportaties op grote schaal uitvoeren, die de etnische kaart van de Sovjet-Unie ingrijpend beïnvloedde: 1,9 miljoen personen werden naar Siberië en Centraal-Aziatische republieken gedeporteerd. Separatisme, weerstand tegen de Sovjet-overheersing en collaboratie met de binnenvallende Duitsers werden officieel als redenen aangevoerd. Maar de ambitie om regio's etnisch te zuiveren was een onderliggende factor, in het bijzonder in het geval van de Krim-Tataren.
De deportaties startten met Polen uit Wit-Rusland, Oekraïne en Europees Rusland in de periode 1932-1936. Koreanen in het Russische Verre Oosten werden gedeporteerd in 1937. Wolga-Duitsers en zeven (overwegend Turkse of niet-Slavische) naties uit de Krim en de Noordelijke Kaukasus werden gedeporteerd: de Krim-Tataren, Kalmoeken, Tsjetsjenen, Ingoesjeten, Balkaren, Karatsjajers en Meschetische Turken. Andere minderheden die uit de regio rond de Zwarte Zee-kust verwijderd werden, waren de Bulgaren, Grieken en Armeniërs. Uit het net veroverde Oost-Polen werden 400.000 personen gedeporteerd. Hetzelfde gebeurde in de Baltische staten Letland, Litouwen en Estland (meer dan 200.000). Roemenen uit de oblast Tsjernivtsi en Moldavische ASSR werden in grote aantallen (tussen de 200.000 en 400.000) gedeporteerd. Volgens de laatste volkstelling in Rusland en Kazachstan, leven er 20.000 Roemenen in Kazachstan en 180.000 in Rusland. Grote aantallen gedeporteerden overleefden de operaties niet. Geschat wordt dat 60% van de Baltische gedeporteerden is overleden, en bijna de helft van de Krim-Tataren door hongersnood in de eerste achttien maanden na hun verbanning overleed. In totaal wordt geschat dat van alle gedeporteerden 40% om het leven kwam.
Na de Tweede Wereldoorlog werd de hele bevolking van de Koningsbergen en omgeving vervangen door Russen.
Nikita Chroesjtsjov veroordeelde in zijn geheime rede in februari 1956 de deportaties als een schending van leninistische principes, eraan toevoegend dat de Oekraïners hun noodlot alleen hadden kunnen ontkomen "doordat zij met te velen waren, en er geen plaats was waarnaar hen te deporteren". Zijn regering draaide de meeste deportaties van Stalin terug, hoewel het nog tot 1991 moest duren voor de Krim-Tataren, Mescheten en Wolga-Duitsers werd toegestaan om en masse terug te keren naar hun thuisland. De deportaties hadden een diepgaande invloed op de niet-Russische volkeren in de Sovjet-Unie en zijn nog steeds een belangrijk politiek thema. De herinnering aan de deportaties speelt een grote rol in de separatistische bewegingen in Tatarije, Tsjetsjenië en in de inmiddels onafhankelijke Baltische staten.

## Arbeidskrachtverplaatsingen

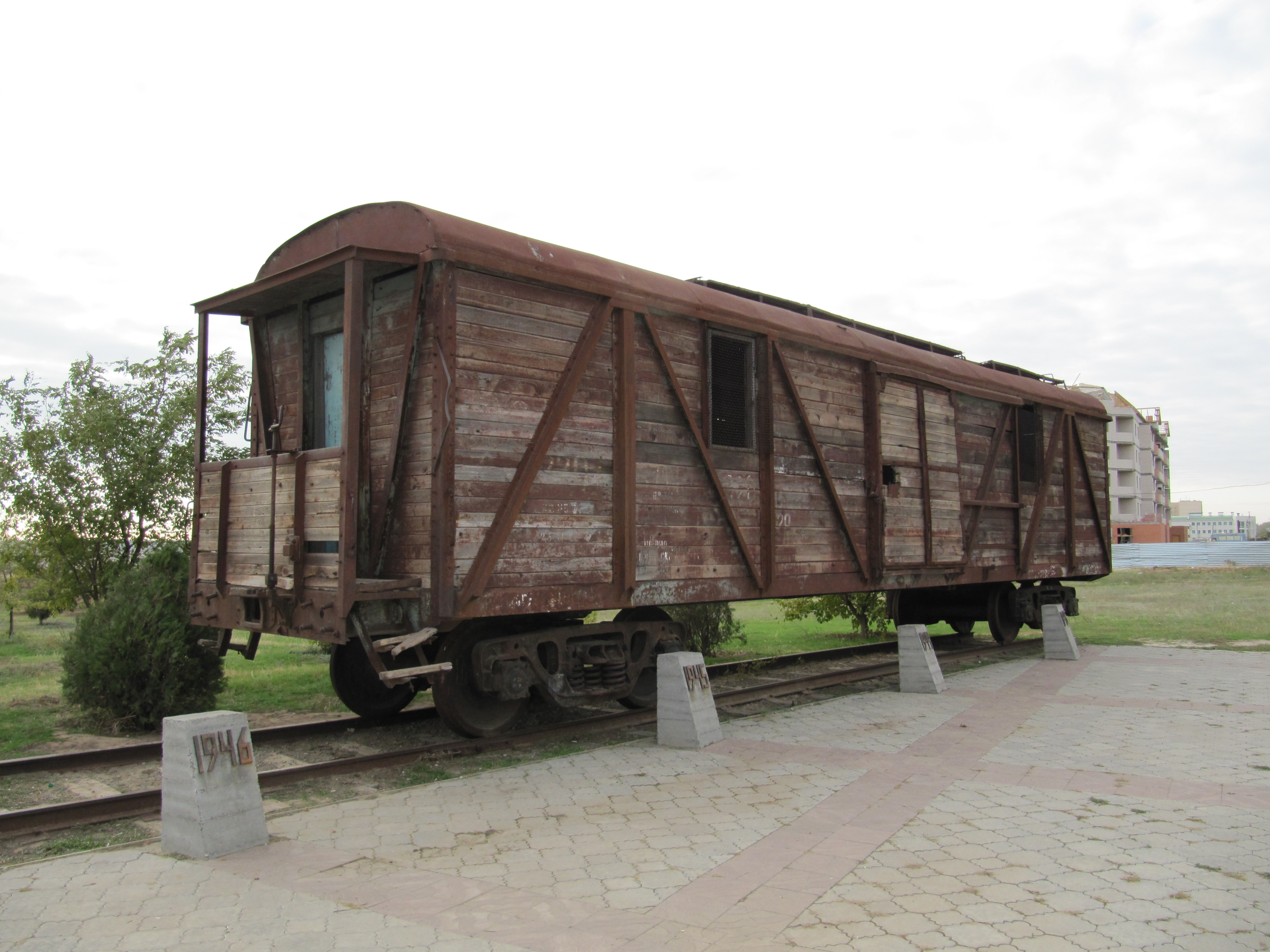
Wagon

Het als straf verplaatsen van personen door de goelag en het systeem van onvrijwillige vestigingen in de Sovjet-Unie pasten in de plannen ter kolonisatie van afgelegen en onderbevolkte gebieden. (De grote schaal heeft tot de controversiële opvatting in het Westen geleid dat de economische groei in de Sovjet-Unie te danken was aan slavenarbeid door Goelag-gevangenen.) Tegelijkertijd werd in enkele gevallen de migratie bewerkstelligd door niet-gewelddadige methodes, doorgaans door "rekrutering" (вербовка, verbovka). Deze rekrutering werd doorgaans uitgevoerd in gedwongen nederzettingen, waarvan de bevolking zich natuurlijk graag elders wilde hervestigen. Bijvoorbeeld, van de mankracht van de Donetsbekken- en Koezbass-mijngebieden is bekend dat die op deze manier werd aangevuld. (Ter vergelijking, in tsaristisch Rusland werden staatskompels geworven in plaats van militaire dienst. Gedurende een bepaalde betrof de termijn hiervoor 25 jaar.)
Er zijn enige noemenswaardige campagnes van doelgerichte arbeidskrachtverplaatsing uitgevoerd:
- Vijfentwintigduizenders
- Rusland-Duitsers
- Maagdelijke-grondencampagne
- Olieindustriearbeidersverplaatsingen in Bakoe: Gedurende de Grote Vaderlandse Oorlog, in oktober 1942 werden zo'n 10.000 arbeiders van de petroleumfabrieken in Bakoe verplaatst naar verschillende plaatsen met potentiële olieproductie: het zogenaamde "Tweede Bakoe" gebied (Wolga-Oeral olieveld), Kazachstan, en Sachalin. Dit gebeurde onder druk van een op handen zijnde Duitse invasie (Duitsland slaagde er overigens niet in Bakoe te veroveren).

## Tijdlijn
Bevolkingsaantallen afgerond.

### Voor WO II
- April 1920: 45.000 Terek-Kozakken gedeporteerd naar Oekraïne en Noord-Europees Rusland op aanwijzing Over dekozakisatie van het Centrale Comité van de bolsjewistische partij, 21 januari 1919.
- 1930: zuivering van de Westelijke grensgebieden: 18.000 "sociaal gevaarlijke elementen" uit een 22 kilometer brede grenszone van de Oekraïense sovjetrepubliek en de Wit-Russische sovjetrepubliek werden gedeporteerd naar West-Siberië en het Russische Verre Oosten.
- 1930-1936: verschillende deportatiegolven van koelakken uit "regio's van totale collectivisatie" en uit verschillende andere gebieden.
- 1933: migratie van 200.000 Kazachse nomaden gedurende de Kazachse Hongersnood van 1932-1933 uit de Sovjet-Unie naar China, Mongolië, Iran en Afghanistan.
- Februari-mei 1935: deportatie van 30.000 Finnen - Ingermanlanders uit de grensgebieden van de oblast Leningrad naar de oblast Vologda, de Tadzjiekse sovjetrepubliek, de Kazachse sovjetrepubliek en West-Siberië.
- Februari-maart 1935: deportatie van 42.000 Polen en Duitsers uit de grensgebieden van de Oekraïense sovjetrepubliek: uit de oblasten Kiev en Vinnytsja naar het oosten van Oekraïne.
- Mei 1936: deportatie van 45.000 Polen en Duitsers uit Oekraïne naar Kazachstan.
- Juli 1937: deportatie van 2.000 Koerden vanuit de zuidelijke grensgebieden (Georgië, Armenië, Azerbeidzjan, Turkmenistan, Oezbekistan en Tadzjikistan) naar de Kazachse en Kirgizische sovjetrepublieken.
- September-oktober 1937: totale deportatie van 172.000 Koreanen uit de grensgebieden van West-Siberië en het Verre Oosten naar de Kazachse en Oezbeekse sovjetrepubliek.
- September-oktober 1937: deportatie van 9.000 Chinese en gerepatrieerde Harbinische Russen uit het Zuidelijke Verre Oosten naar de Kazachse en Oezbeekse sovjetrepublieken.
- Januari 1938: deportatie van Iraniërs uit de grensgebieden van de Azerbeidzjaanse sovjetrepubliek naar Kazachstan.
- 1938: deportatie van 6.000 Iraanse Joden uit de zuidelijke grensgebieden en de Turkmeense sovjetrepubliek naar Noord-Turkmeense woestijnen.

### Tijdens WO II
- Februari 1940: deportatie van 140.000 Polen (deportatie van osadniks) uit nieuw verworven westelijke regio's van Wit-Rusland en Oekraïne naar Noord-Europees Rusland, het Oeralgebied en Siberië.
- April 1940: deportatie van 61.000 Polen (verscheidene bevolkingsgroepen) uit westelijke regio's van Wit-Rusland en Oekraïne naar Kazachstan en Oezbekistan.
- Juni 1940: deportatie van 75.000 Polen uit Oekraïne en Wit-Rusland die uit Polen waren gevlucht naar Noord-Europees Rusland, het Oeralgebied en Siberië.
- Juli 1940: deportatie van "personen van buitenlandse etniciteit" (инонациональностей) uit de oblast Moermansk naar de Karelo-Finse sovjetrepubliek en de kraj Altaj.
- 22 mei 1941: deportatie van 11.000 familieleden van "contrarevolutionairen en nationalisten" uit West-Oekraïne naar Zuid-Kazachstan, de kraj Krasnojarsk, de oblast Omsk en de oblast Novosibirsk.
- 12 juni 1941: deportatie van 30.000 familieleden van "contrarevolutionairen en nationalisten" uit de oblast Tsjernivitsji en de oblast Izmail in Oekraïne en uit de Moldavische sovjetrepubliek naar Kazachstan, Komi ASSR, de kraj Krasnojarsk en de oblasten Omsk en Novosibirsk.

- 14 juni 1941: deportatie van "anti-Sovjetelementen" uit de geannexeerde Baltische staten (overeenkomstig NKGB-instructie 001223.
  - Uit Litouwen (18.000) naar de kraj Altaj, de oblast Novosibirsk, Kazachstan en de Komi ASSR.
  - Uit Letland (17.000) naar de kraj Krasnojarsk, de oblast Novosibirsk en de oblast Karagena in Kazachstan.
  - Uit Estland (10.000) naar de oblasten Kirov en Novosibirsk.
- Juni 1941: deportatie van 21.000 "nationalisten" uit westelijk Wit-Rusland.
- September-oktober 1941:
  - deportatie van 439.000 Duitsers (Wolga-Duitsers en Duitsers uit de oblasten Saratov en Stalingrad) naar Kazachstan, de kraj Krasnojarsk, de kraj Altaj en de oblasten Novosibirsk en Omsk.
  - deportatie van 91.000 Finnen en Duitsers uit de oblast Leningrad naar Kazachstan, de kraj Krasnojarsk, de kraj Altaj en de oblasten Novosibirsk en Omsk.
  - deportatie van 36.000 Duitsers uit Moskou, de oblast Moskou en de oblast Rostov naar Kazachstan.
  - deportatie van 138.000 Duitsers uit de krajs Krasnodar en Ordzjonikidze, de oblast Toela, de Kabardino-Balkaarse ASSR en de Noord-Ossetische ASSR naar de kraj Krasnojarsk, de oblast Irkoetsk en Kazachstan.
  - deportatie van 110.000 Duitsers uit de oblasten Zaporizja, Stalinsk en Vorosjilovgrad naar Kazachstan en de oblast Astrachan
  - deportatie van 5.000 Duitsers uit de oblast Voronezj naar de oblasten Novosibirsk en Omsk.
  - deportatie van 46.000 Duitsers uit de Transkaukasische republieken naar Kazachstan
  - deportatie van 6.000 Duitsers uit de Dagestaanse ASSR en de Tsjetsjeens-Ingoesjetische ASSR naar Kazachstan.
- Maart-april 1942: deportatie van 9.000 Finnen en Duitsers (samen met "sociaal gevaarlijke elementen") uit Leningrad en de oblast Leningrad naar de oblast Irkoetsk, de kraj Krasnojarsk en Jakoetië
- April 1942: Deportatie van Grieken, Roemenen en enkele andere nationaliteiten uit de Krim en Noord-Kaukasus.
- Juni 1942: deportatie van Duitsers, Roemenen, de Krim-Tataren en Grieken met buitenlandse nationaliteit uit de kraj Krasnodar en de oblast Rostov.
- Augustus 1943: deportatie van 500 Karatsjajers "bandieten" uit Karachaj-Tsjerkessië AO
- November 1943: volledige deportatie van Karatsjajers (70.000) naar de Kazachse en Kirgizische sovjetrepublieken.
- December 1943: deportatie van Kalmukken uit de Kalmukse ASSR naar de kraj Altaj en de kraj Krasnojarsk, de oblast Omsk en de oblast Novosibirsk
- Februari 1944: volledige deportatie van Tsjetsjenen (393.000) en Ingoesjen (91.000) uit Tsjetsjeens-Ingoesjetische ASSR en Dagestan naar de Kazachse en Kirgizische sovjetrepublieken.
- Maart 1944: volledige deportatie van Balkaren (38.000) uit de Kabardino-Balkar ASSR naar de Kazachse en Kirgizische sovjetrepublieken.
- Maart 1944: deportatie van 3.000 Kalmukken uit de oblast Rostov naar de oblasten Omsk en Novosibirsk.
- Mei 1944: deportatie van Balkaren (~100) uit Georgië naar de Kazachse en Kirgizische sovjetrepublieken.
- Voorjaar 1944: zoektocht en deportatie van alle Tsjetsjenen, Ingoesjeten, Kalmoeken, Karatsjajers en Balkaren van overal naar Kazachstan en Oezbekistan (~4,200)

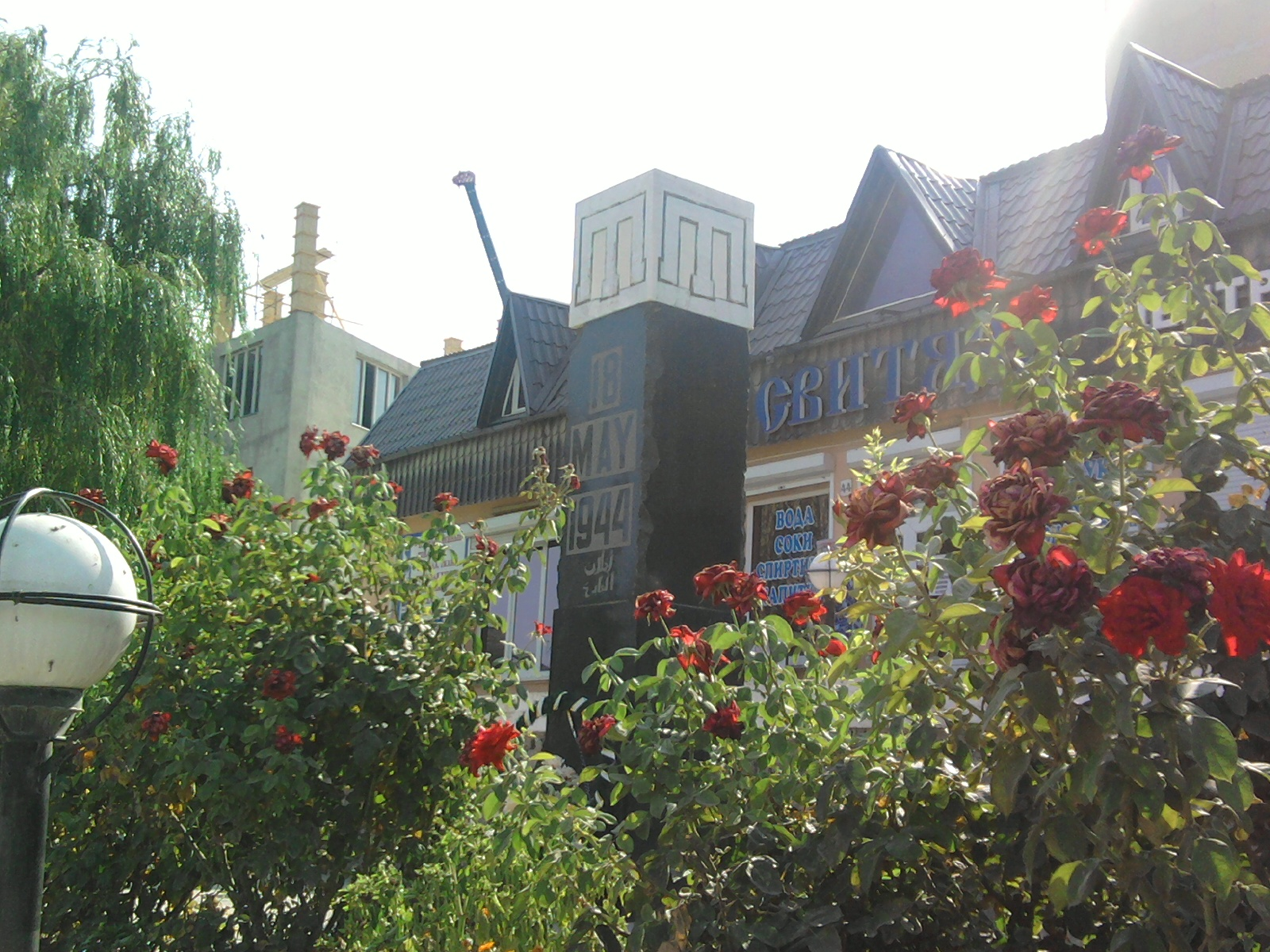
Monument ter nagedachtenis van de deportatie van Krim-Tataren.

- Mei 1944: Deportatie van 182.000 Krim-Tataren uit de Krim naar Oezbekistan en een aantal andere plaatsen
- Juni 1944: deportatie van 1.000 Kalmukken uit de oblast Stalingrad naar de oblast Sverdlovsk
- Juli 1944: deportatie van 1,800 sterk-orthodoxe christenen ("истинно-православные христиане") uit de oblast Rjazan, de oblast Voronezj en de oblast Orjol naar de oblasten Tomsk en Tjoemen en kraj Krasnojarsk
- Juni-juli 1944: deportatie van Grieken, Bulgaren, Armeniërs, Turken, etc. van de Krim naar Oezbekistan (42.000)
- November 1944: deportatie van 92.000 Mescheten, Koerden en Chemsjins uit Zuid-Georgië, en 1.000 Lazen uit de Adzjarische ASSR naar de Kazachse, Kirgizische en Oezbeekse sovjetrepublieken.

### Na WO II
- Juni 1948: deportatie van Grieken en Armeense Dasjnaks (58.000) van de Zwarte Zee-kust naar Kazachstan
- 1948-1949: een aantal deportaties van families van "bandieten" uit verschillende republieken
- Maart 1951: een order over verbanning van 9.400 Jehova's getuigen, inclusief ongeveer 4.000 kinderen, uit de Baltische staten, Moldavië, en westelijke delen van Wit-Rusland en Oekraïne.
- December 1951: deportatie van 35.000 koelakken uit geannexeerde gebieden van de Baltische staten, West-Oekraïne en West Wit-Rusland naar de kraj Krasnojarsk, Jakoetië, de oblast Tjoemen en Kazachstan

## Wikisource
- (en)  State Defense Committee Decree No. 5859ss: On Crimean Tatars (See also Three answers to the Decree No. 5859ss)